# 地下鉄あびこ中央商店街
地下鉄あびこ中央商店街（ちかてつあびこちゅうおうしょうてんがい）は、大阪府大阪市住吉区苅田にある商店街である。単に「あびこ商店街」と呼ばれることが多い。愛称は「あびんこ商店街」。

## 概要
Osaka Metro御堂筋線あびこ駅1番出入口から東方向へ約270m、1本東へ入った筋に南北約200m広がっている。この規模の商店街としては珍しくアーケードが無いが、近隣の商店街に比べ活気があり、昼夜問わず人通りが多く賑やかである。毎年7月下旬に、夜店を出店している。
また、2003年（平成15年）より年に一度、春先に『あびんこ祭』と称して地域発展に力を入れている。